# Joseph Attieh

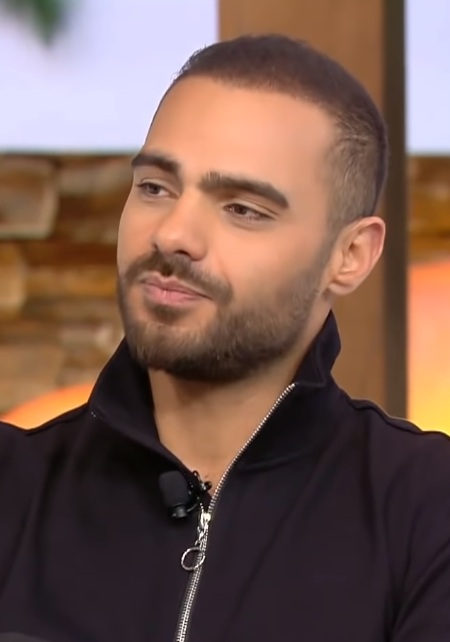
Joseph Attieh, 2020

Joseph Attieh (* 14. Mai 1987 in Batrun) ist ein libanesischer Sänger, der die 3. Staffel der arabischen Ausgabe der Castingshow Star Academy im Jahr 2005 gewann. Er wurde in der arabischen Pop-Szene durch die Lieder La Trouhy und Yey bekannt.

## Künstlerische Laufbahn
Joseph Attieh war der erste Libanese, der in der TV-Show Star Academy gewann. 2006 veröffentlichte er seine erste Single, La Trouhy („Geh nicht weg“), in Form eines Musik-Videos. Dieses Lied wurde ein Bestseller im Libanon und im ganzen Nahen Osten.
Seine zweite Single, Nahle („Die Biene“), kam 2007 heraus. Joseph Attieh veröffentlichte seine dritte Single, Habeit Oyounak („Ich liebe deine Augen“), wieder in Form eines Musik-Videos am Ende der fünften Staffel von Star Academy.
Im Februar 2010 veröffentlichte Joseph Attieh sein erstes Album, Mawhoum. Sein Album hatte sieben neue Hits (Habib El Gharam, Teeb El Shouq, Temthal, Fiky, Lamma El Kelma, Ghayeb Habib El Rouh und Mawhoum). Ende 2010 veröffentlichte er zwei weitere Singles und Musik-Videos sowie ein Hochzeitslied (Kel El Den). Und er wurde für einen MTV Europe Music Award für den besten arabischen männlichen Sänger nominiert.
Im August 2012 veröffentlichte er sein zweites Album, Chou Btaemel Bel Nass. Dieses Album enthielt neun neue Hits (Chou Btaemel Bel Nass, Sodfi Gharibe, Al wared, Aallama, Kelma Bshoudik, Wajaa El Zekrayat, Rayhin Ala Betna, Fare El Omor und Ma Bhab).
Im Juni 2013 gewann er die zweite Murex-d’Or-Auszeichnung für das beste Album (Chou Btaemel Bel Nass).
Im März 2015 veröffentlichte er sein drittes Album, Hobb W Mkattar. Dieses Album enthält zehn Lieder (Min Jdid, La Tkhallini, Kel Ma El Masa Bi Tol, Damaato, Kilme Elak, Ya Kezabi, Weilak, Akbar Mennon Kellon, Helwa).

## Auszeichnungen
- 2008: Murex d’Or für das Beste Lied
- Music Celebrity Award für den Besten Sänger
- 2010: Nominiert für MTV Europe Music Award 2010
- 2013: Murex d’Or Award für das Beste Album

## Diskografie

### Alben
- 2010: Mawhoum
- 2012: Chou Bta3mel Bel Nas
- 2015: How W Mkattar
- 2017: El Aghani Elli Amelta Ellik

### Singles (Auswahl)
| - 2006: La Trouhi - 2007: Habeit Oyounak - 2008: El Hak Ma Bimout - 2010: Taab El Chawk (Original: Serdar Ortaç – Sana Değmez) - 2010: Mawhoum - 2012: Rayhin Aala Beitna - 2012: Ya Kel El Deni - 2012: Ma Bhab - 2015: Weilak - 2015: Hobb W Mkattar - 2016: Yey - 2017: Ella Enta | - 2017: Tghayyari - 2017: Ma Bestaghni - 2017: Ghalta Tani - 2018: Omer Aasal - 2019: Lahza - 2019: Ghazala (mit Kiki C) - 2020: Khat Ahmar - 2021: Bde'ellak - 2022: Tlaqina Tani (mit Faudel) - 2022: Jamala - 2023: Koun - 2024: Wala Ghalta (mit Elyanna) |